# Krásnotlamka velkooká
Krásnotlamka velkooká (Callochromis macrops) je paprskoploutvá ryba z čeledi vrubozubcovití (Cichlidae).
Druh byl popsán roku 1898 ichtyologem Georgem Albertem Boulengerem.

## Popis a výskyt
Maximální délka ryby je 13,5 cm.
Tělo protáhlé, zploštělé, různých barev (červená, oranžová, žlutá, modrá, levandulová a hnědá). Výrazně velké barevné oči.
Byla nalezena ve vodách v okolí jezera Tanganika. Obývá písčitá dna poblíž skal. Tvoří rybí školky. Samice vrhají mláďata přes ústa.
Je využívána jako akvarijní ryba.